# مستثمر معتمد
المستثمر المعتمد، أو المتميز، هو مستثمر له وضعية خاصة ضمن قوانين التنظيم المالي. يختلف تعريف المستثمر المعتمد (إن وجد)، وما يتبعه من نتائج، من بلد لآخر. بشكل عام، تشمل تسمية المستثمر المعتمد أصحاب الثروات المرتفعة، أو البنوك، أو المؤسسات المالية، وغيرها من الشركات الكبرى ذات الوصول إلى الاستثمارات المعقدة وعالية المخاطر مثل رأس المال المخاطر، والمحفظة الوقائية، واستثمارات الفئة الممتازة.
في بعض الحالات قد تتطلب القوانين أن تقدّم بعض أنواع العروض المالية عبر مستثمرين معتمدين حصرًا.

## معايير الاعتماد

### أستراليا
توجد المادة 708(8) ضمن قانون الشركات للعام 2001 في الفصل 6 دي (جمع الأموال)، وهي تعرّف «المستثمرين المتميزين» لكي تستثنيهم من بعض متطلبات الإفصاح.
توجب تلك المادة على المحاسب أن يستصدر شهادةً تقرّ أن حالة الفرد تفي بالمعايير المنصوص عليها في قانون الشركات للعام2001، وخصوصًا صافي أصول يبلغ 2.5 مليون دولار، أو دخل إجمالي لكلٍّ من السنتين الماليتيّن الأخيرتين يبلغ على الأقل 250.000 دولار.
ثمة تعريف آخر للمستثمر المتميز في المادة «761 جي إيه» لقانون الشركات للعام 2001 في الفصل 7 (الخدمات المالية والأسواق). تعرّف المادة هذه المستثمرين المتميزين لكي يجري التعامل معهم كعملاء جملة لا تجزئة.
بحسب هيئة الأوراق المالية والاستثمار الأسترالية، يعتبر الشخص الذي يحمل شهادة المستثمر المتميز مستثمرًا متميزًا وفقًا للفصل 6 دي وعميلَ جملة وفقًا للفصل السابع.

### البرازيل
في 17 ديسمبر 2014، أصدرت لجنة الأوراق المالية والبورصة البرازيلية التعلميات رقم 554 ورقم 555، التي أصبحت نافذةً اعتبارًا من 1 يوليو 2015. يشبه تعريف المستثمرين المعتمدين، وفقًا للقانون «د» للجنة الأوراق المالية والبورصة الأمريكية، في البرازيل صنفَين من المستثمرين، المستثمر الاحترافي، والمستثمر المؤهل، ضمن التعليمات 539، المادتين 9-إيه و 9-بي.

### كندا
المستثمر المعتمد (وفقًا لقوانين الصكوك الوطنية إن آي 45-106) هو:
1. شخص مسجل ضمن قوانين الأوراق المالية ضمن الولايات في كندا، مثل المستشار أو المضارِب، لا شخصٌ مسجل فقط كمتعامل في السوق ضمن أحد قوانين الأوراق المالية (أونتاريو) أو قانون الأوراق المالية (نيوفاونلند ولابرادور)؛ أو
2. فرد مسجل سابقًا ضمن قوانين الأوراق المالية ضمن الولايات في كندا، كممثل عن شخص مشار إليه في الفقرة (أ)؛ أو
3. فرد، إما لوحده أو مع زوج/زوجة، يملك ويتنفّع من أصول مالية كلية ذات قيمة قابلة للتحقق، والتي قبل الضرائب، ولكن صافية من أي ديون متعلّقة، تزيد عن 1.000.000 دولار؛ أو
4. فرد ذو دخل صافٍ قبل الضرائب يزيد عن 200.000 دولار في كلٍّ من السنتين التقويميتين الأخيرتين أو من كان دخله الصافي قبل الضرائب مضافًا إلى دخل الزوج/الزوجة يزيد عن 300.000 دولار في كلٍّ من السنتين التقويميتين الأخيرتين والذي، في أي من الحالتَين، يتوقّع بشكل معقول أن يتجاوز مستوى الدخل الصافي في السنة الحالية؛ أو
5. فرد، إما لوحده أو مع زوج/زوجة، يملك أصولًا صافية تبلغ على الأقل 5.000.000 دولار؛ أو
6. شخص، بخلاف الفرد أو صندوق الاستثمار، يمتلك أصولًا صافيةً تبلغ على الأقل 5.000.000 دولار كما يظهر في بياناته المالية الأخيرة؛ أو
7. شركة ائتمانية أو شركة مساهمة ائتمانية مسجلة أو مخولة أن تمارس أعمالها وفقًا لقانون الائتمان والاقتراض (كندا) أو وفق أي قانون مشابه في أي ولاية كندية أو بلد أجنبي، تعمل باسم حساب تديره بشكل كامل الشركة الائتمانية أو شركة المساهمة الائتمانية، حسب الحالة؛ أو
8. صندوق ائتماني يوزّع أوراقه المالية أو وزّعها فقط إلى (1) شخص كان أو ما زال مستثمرًا معتمدًا في وقت التوزيع، (2) شخص يكسب أو اكتسب أوراقًا مالية في الحالات المشار إليها في المادة 2.10 من قانون الصكوك الوطني 45-106 [استثمار الحد الأدنى]، أو المادة 2.19 من قانون الصكوك الوطني 45-106 [الاستثمار الإضافي في صناديق الاستثمار]، أو (3) الشخص المشار إليه في البند (1) أو (2) والذي يكتسب أو اكتسب أوراقًا ماليًا وفقًا للمادة 2.18 من قانون الصكوك الوطني45-106 [إعادة الاستثمار في صندوق الاستثمار]؛ أو
9. شخص يعمل باسم حساب يديره بشكل كامل، إذا كان ذلك الشخص مسجلًا أو مخولًا ليمارس عمل الاستشاري أو ما يشابهه ضمن قانون الأوراق المالية في الولايات الكندية أو بلد أجنبي.[7]

### الاتحاد الأوروبي
يجب على عملاء التجزئة الذين يطلبون معاملتهم كعملاء محترفين اختياريين (كما جاء في تعريف الأمر الإداري للصكوك المالية والأسواق) أن يستوفوا على الأقل اثنين من المعايير الكمية في تقييم مهارة العميل وخبرته ومعرفته:
1. أجرى العميل تداولات تجارية، بحجم مهمّ (لا يقل عن 50.000 يورو)، ضمن الأسواق ذات الصلة بتواتر وسطي 10 في كل ربع سنة في فترة الفصول الأربعة السابقة؛
2. يتجاوز حجم محفظة استثمار الأدوات المالية للعميل، التي تضم وفقًا للتعريف الودائعَ النقدية والأدوات المالية، يتجاوز حدّ 500.000 يورو؛
3. يعمل العميل أو عمل سابقًا في القطاع المالي لمدة سنة كاملة في منصب مهني يستلزم خبرةً في التداولات المالية أو الخدمات المتصوّرة.

### إسرائيل
1. صندوق ائتمان أو مدير الصندوق.
2. شركة إدارة أو صندوق ادخار كما هو مقرّر في قانون التأمين الاجتماعي الإسرائيلي.
3. شركة ائتمان.

### نيوزيلندا
تعرّف المادة 5 من قانون الأوراق المالية (1978) المستثمر المتميز في نيوزيلندا لأغراض البند الفرعي (2 سي سي)(أ) بأنه شخص ثري في حال إقرار محاسب قانوني مستقل، ليس قبل مرور 12 شهرًا من طرحه العرض، واقتناع المحاسب القانوني على أساس أسباب معقولة أن الشخص أعلاه (آ) لديه أصول صافية تبلغ على الأقل 2.000.0000 دولار؛ أو (ب) تقاضى دخلًا إجماليًا سنويًا بلغ على الأقل 200.000 دولار في كلٍّ من السنتين الماليتين السابقتين.

### سنغافورة
في سنغافورة، تعرّف المادة 4 إيه (1)(أ) من قانون الأوراق المالية والعقود المستقبلية المستثمرَ المعتمد في الفصل 289.
1. الأصول الشخصية الصافية تزيد عن مليوني دولار سنغافوري (أو ما يعادلها بالعملة الأجنبية). أو
2. دخل وارد في الأشهر الـ12 السابقة لا يقل عن 300.000 دولار سنغافوري (أو ما يعادلها بالعملة الأجنبية).

## الولايات المتحدة الأمريكية
في الولايات المتحدة الأمريكية، لكي يعتبر الشخص مستثمرًا معتمدًا، يجب عليه أن يمتلك رأس مال صافيًا يبلغ على الأقل 1.000.000دولار، مستثنى منها قيمة مسكنه الأساسي، أو أن يكون تقاضى دخلًا سنويًا يبلغ على الأقل 200.000 دولار لكلٍّ من السنتين السابقتين (أو دخلًا مشتركًا في حالة الزواج يبلغ 300.000 دولار) ويتوقّع تقاضي نفس المبلغ في السنة الجارية. تعرّف لجنة الأوراق المالية والبورصة الأمريكية «المستثمرَ المعتمد» بأنه:
بنك، أو شركة تأمين، أو شركة استثمار مسجلة، أو شركة تطوير أعمال، أو شركة مشاريع صغيرة؛
1. برنامج رعاية العاملين، بالمعنى الذي حدده قانون تأمين الدخل التقاعدي، في حال كانت القرارات الاستثمارية موكلةَ إلى بنك، أو شركة تأمين، أو مستشار استثمار مسجل، أو في حال تجاوزت الأصول الكلية للبرنامج 5 ملايين دولار؛
2. منظمة خيرية، أو شركة مساهمة، أو شراكة تتجاوز أصولها 5 ملايين دولار؛
3. مدير، أو مدير تنفيذي، أو شريك عام في شركة بيع أوراق مالية؛
4. شركة يكون جميع مالكي أسهمها مستثمرين معتمدين؛
5. شخص عادي يملك صافي قيمة فردية، أو صافي قيمة مشتركة مع الزوج/الزوجة، يزيد عن مليون دولار في وقت الشراء، أو لديه أصول مدارة بقيمة مليون دولار أو تزيد عنها، مستثنى منها قيمة مسكنه الأساسي؛ أو
6. شخص عادي يتقاضى دخلًا يزيد عن 200.000 دولار في كلٍّ من السنتين الأخيرتين، أو دخل مشترك مع الزوج/الزوجة لتلك السنوات، مع توقّع معقول بتقاضي نفس المبلغ في السنة الجارية؛ أو
7. شركة ائتمان بأصول تزيد عن 5 ملايين دولار، لم تشكّل للحصول على الأوراق المالية المعروضة، والتي يضطلع بعمليات الشراء الخاصة بها شخص متميز.[11][12][13][14]